# Irland i Eurovision Song Contest 2012
Irland deltog i Eurovision Song Contest 2012 i Baku i Azerbajdzjan.

## Uttagning
Från och med den 3 november 2011 kunde bidrag skickas in till den nationella uttagningen. Den 9 februari 2012 presenterades de utvalda bidragen under ett radioprogram. Finalen hölls den 24 februari 2012 och bestod av fem tävlande bidrag. Vinnare blev Jedward med deras låt "Waterline". De fick flest poäng från både juryn och telefonröstningen. På andra plats kom Andrew Mann med låten "Here I Am". Han fick 94 poäng mot Jedwards 114 poäng.
Jedward hade representerat Irland även året innan med låten "Lipstick" och slutat på åttonde plats. Detta betydde att det var första gången som Irland skickat samma artist två år i rad till Eurovision.

## Vid Eurovision
Irland deltog i den första semifinalen den 22 maj. Där hade de startnummer 18 och var därmed sist ut i semifinalen. De tog sig vidare till finalen som hölls den 26 maj. Där hade de startnummer 23. De hamnade på 19:e plats med 46 poäng. Irland fick poäng från 11 av de 41 röstande länderna. Förutom 10 poäng från Storbritannien fick de 5 poäng eller färre från de andra tio länderna som gav dem poäng.